# Thoinot Arbeau
Thoinot Arbeau és un anagrama que el clergue francès Jehan Tabourot (17 de març de 1519, Dijon - 23 de juliol de 1595, Langres) utilitzà com a pseudònim. Tabourot és especialment famós per l'Orchésographie, un estudi de la dansa en societat a la França renaixentista del segle xvi.
Aquest manual dona informació crítica sobre el capteniment als salons de ball i sobre la necessària interacció entre els músics i els balladors. Conté molts gravats tant de balladors com d'instrumentistes i inclou també gràfics amb nombroses explicacions dels passos de dansa posats en paral·lel amb la partitura, una innovació important en el camp de la notació de la dansa.